# Мария Кунцевичова
Мария Кунцевичова (на полски: Maria Kuncewiczowa) е полска журналистка, преводачка, драматург и писателка на произведения в жанра социална драма, пътепис, мемоари и документалистика.

## Биография и творчество
Мария Кунцевичова е родена на 30 октомври 1895 г. в Самара, Руска империя, в патриотичното полско семейство на Аделина Дзюбински, цигуларка, и Юзеф Шчепански, директор на полската гимназия в Плоцк. Има по-голям брат. През 1899 г. семейството се мести във Варшава. От 1906 г. учи 6 години в пансиона на г-жа Аспис в Плоцк, където получава диплома за домашен учител. През 1913 г. заминава за Франция с майка си, където следва френска филология за една година в университета на Лотарингия в Нанси. След завръщането си в Полша следва полска филология във Философския факултет на Ягелонския университет в Краков. През 1917 г. се премества във Варшава, където продължава обучението си във Варшавския университет. Едновременно работи като преводач в Министерството на външните работи и и участва като преводач в Парижката мирна конференция през 2019 г. Тя също така завършва Варшавската консерватория и Парижката консерватория в оперния клас, и се изявява като певица на полските сцени.
Заедно с работата си публикува свои материали в седмичниците „Бръшлян“, „Модерна жена“ и „Литературни новини“ под псевдоним. Дебютира през 1918 г. с поетичния разказ „Амбър“. През 1921 г. се омъжва за Йежи Кунцевич, есеист, адвокат и политик, с когото имат син. Раждането на синът ѝ я вдъхновява да напише сборника „Съюз с дете“, който е издаден през 1927 г. и е цикъл от разкази, които предлагат нов поглед към майчинството и въпросите, които то повдига у жената – за болката, умората и усещането, че детето отнема цялата жизнена енергия на жената и че бременността разрушава нейното тяло. През следващите години пише романи, разкази и колони. През 1924 г. става член на полския ПЕН клуб, на чиито конгреси присъства в Прага и Париж, а по-късно, в периода 1940 – 1946 г. е негов вицепрезидент.
В периода 1927 – 1939 г. живее със семейството си в Казимеж Долни, живописно курортно градче, което се радва на репутацията на убежище за артистичната общност в Полша. През 1931 г. умира майка ѝ (която е вдъхновение за образа на Роза Жабчинска от романа ѝ „Чужденка“), а същата година и баща ѝ, което силно ѝ въздейства. През 1933 г. е издаден сборникът ѝ с разкази, озаглавен „Две луни“, в чиито истории действието се развива в Казимеж Долни. По историите в сборника „Две луни“ през 1993 г. е екранизиран едноименния филм.
През 1936 г. е публикуван първия ѝ роман „Чужденка“, който и носи световна известност. Книгата представлява сборник от спомени, лишени от хронологичен ред и с отклонения, на героинята Ружа Жабчинска, жена, колкото деспотична, толкова и дълбоко нещастна в плетеница от емоции, полякиня, която трябва да се изправи срещу другостта на своето руско възпитание. Смята се, че книгата е шедьовър на полската психологическа проза. През 1986 г. романът е екранизиран в едноименния филм с участието на Ева Вишневска в образа на героинята.
В периода на възход на нацизма тя е в сърдечни отношения с колеги писатели от еврейски произход и се интересува от еврейската култура и от ционисткото движение. Поканена е от еврейския клон на ПЕН центъра да посети Палестина, където води обширни бележки, които са отпечатани в книгата „Градът на Ирод: Палестински бележки“ само седмици преди германското нападение от септември 1939 г. Нейните съпричастни коментари за проблемите и постиженията на еврейския ренесанс в Палестина, особено за ролята на евреи, родени в Полша, остават исторически и литературен принос.
След избухването на Втората световна война, през последните месеци на 1939 г. тя напуска Полша, което е началото на нейната дълга емиграция във Франция, Англия и САЩ. Живее във Франция до 1940 г., след което се отправя към Англия, където започва работа като заместник-президент в новосъздадения клон на ПЕН клуба. Работи и в ООН, където предлага създаването на статут на „граждани на света“ за имигранти, на които историята и идеологията отказват дом и родина, но предложението не намира подкрепа. Съпругът ѝ е вицепрезидент на Полския национален съвет в изгнание в Лондон по време на войната. През 1955 г. тя заминава за САЩ, където в периода 1963 – 1971 г. преподава полска литература в Чикагския университет. При пенсионирането си през 1971 г. е наградена с медала на Фондация „Костюшко“ като признание за изключителния ѝ принос към полската и американската култура. През 1971 г. се връща в Полша и живее в Казимеж Долни, а през годините 1970 – 1984 г. прекарва зимните месеци в Италия.
Тя е носителка на множество награди. През 1937 г. тя печели литературната награда на град Варшава. През 1938 г. е наградена с отличието „Златен лавр“ на Полската академия за литература. През 1966 г. е удостоена с литературната награда „Влодзимеж Пиетжак“. През 1974 г. и през 1978 г. получава Държавна награда І-ва степен. През 1982 г. получава наградата на Полския център на Европейската асоциация на културата. През май 1989 г. университетът „Мария Кюри-Склодовска“ в Люблин ѝ дава почетното отличие „доктор хонорис кауза“.
Мария Кунцевичова умира на 15 юли 1989 г. в Казимеж Долни, Полша, където е погребана. Със завещанието си създава фондация „Кунцевич“, която да работи за разбирателство и приятелство със съседните народи.
Нейната къща в Казимеж Долни от 2005 г. е направена на къща музей за нея, съпруга ѝ и за техния племенник – писателят Ян Юзеф Шчепански, като част от музея на река Висла.

## Произведения

### Самостоятелни романи
- Cudzoziemka (1936)[3][1]
Чужденка, изд. „Славчо Атанасов“ (1944), прев. Веселина Геновска
Чужденка, изд.: „Народна култура“, София (1985), прев. Малина Иванова
- Zmowa nieobecnych (1946)
- Leśnik (1952)
- Gaj oliwny (1961)
- Tristan 1946 (1967)
Тристан 1946, изд.: „Хр. Г. Данов“, Пловдив (1983), прев. Лилия Рачева

### Сборници
- Przymierze z dzieckiem (1927) – разкази[1][3]
- Dwa księżyce (1933)
- Przyjaciele ludzkości (1939) – разкази
- Serce kraju (1939) – разкази
- Zagranica (1939)
- W domu i w Polsce (1939) – разкази
- Nowele i Bruliony prozatorskie (1985)

### Пиеси
- Miłość panieńska (1932) – пиеса в 4 действия[1][3]
- Dni powszednie państwa Kowalskich (1938) – радиороман
- Kowalscy się odnaleźli (1938) – продължение на радиоромана

### Документалистика
- Dyliżans warszawski (1935) – колони[1][3]
- Miasto Heroda. Notatki Palestyńskie (1939)
- Thank you for the rose (1950)
- Odkrycie Patusanu (1958) – пътеписи
- Don Kichot i niańki (1965) – пътеписи
- Fantomy (1972) – автобиографична проза
- Fantasia alla Pollacca (1979) – за писателя Станислав Пшибишевски
- Rozmowy z Marią Kuncewiczową (1983)
- Przeźrocza. Notatki włoskie (1985)

### Екранизации
- 1986 Cudzoziemka
- 1993 Dwa ksiezyce